# Pilocrocis nubilinea
Pilocrocis nubilinea là một loài bướm đêm trong họ Crambidae.